# Oman na Mistrzostwach Świata w Lekkoatletyce 2009
Oman na Mistrzostwach Świata w Lekkoatletyce 2009 reprezentowany był przez 1 zawodnika, który odpadł w eliminacjach.

## Występy reprezentantów Omanu

### Mężczyźni
| Konkurencja   | Zawodnik          | Eliminacje | Eliminacje | Ćwierćfinał   | Ćwierćfinał   | Półfinał      | Półfinał      | Finał         | Finał         |
| Konkurencja   | Zawodnik          | Wynik      | Poz.       | Wynik         | Poz.          | Wynik         | Poz.          | Wynik         | Poz.          |
| ------------- | ----------------- | ---------- | ---------- | ------------- | ------------- | ------------- | ------------- | ------------- | ------------- |
| Bieg na 100 m | Barakat al-Harthi | 10,41      | 37.        | Nie awansował | Nie awansował | Nie awansował | Nie awansował | Nie awansował | Nie awansował |